# Standout solutions
Standout solutions är en webbyrå som grundades 2003 av David Svensson. Företaget är stationerat i Växjö.
Deras huvudtjänst är att utveckla och sköta kundanpassade webbplatser men driver även webbhotell och programmerar system för exempelvis pooler av olika slag.
Standout solutions ligger även bakom Gästbok.nu, en populär gästbokstjänst med över 40 000 registrerade gästböcker.